# Paula Yacoubian
Paula Yacoubian (Beirute, 4 de abril de 1976), nascida Paulette Siragan Yaghobian, é uma política libanesa e legisladora de origem étnica armênia por parte de pai. Ela era anteriormente conhecida como jornalista e apresentadora de televisão. Ela é uma das personalidades da televisão mais proeminentes do Líbano. Ao longo de sua carreira, ela havia trabalhado como apresentadora em várias estações de televisão internacionais libanesas e pan-árabes. Conhecida pelo impacto transformador que teve em suas organizações e na comunidade em geral, Paula se tornou uma das especialistas escolhidas pelo grupo do Banco Mundial como membro de seu 'Painel Consultivo Externo para Diversidade e Inclusão' como resultado, dentre outros motivos, por sua defesa dos direitos das mulheres e  seus esforços para o empoderamento das mulheres.

## Carreira na televisão
Yacoubian trabalhou na Future TV, uma rede próxima ao Primeiro Ministro Hariri, onde liderou um talk show. Ela entrevistou o primeiro ministro libanês Saad Hariri na Arábia Saudita em uma transmissão ao vivo que dirigiu de Riade depois que Hariri apresentou sua renúncia da capital saudita em meio a rumores sobre suas reais condições no país. A entrevista serviu para dissipar as preocupações sobre a situação de Hariri e incluiu o anúncio de seu retorno ao país.

## Carreira política
Em janeiro de 2018, ela anunciou que estava deixando a Future TV para disputar uma cadeira nas eleições parlamentares libanesas de 2018, concorrendo à vaga ortodoxa armênia no distrito eleitoral de Beirute I - competindo com o partido Movimento Futuro, de Hariri.
Durante sua campanha para entrar no parlamento, Yacoubian criticou o atual estabelecimento político como composto de pessoas de "famílias reais" que dependem do medo para ganhar o apoio de seus constituintes. Ela teve que financiar a campanha sozinha. Ela foi uma das 111 candidatas, o maior número de mulheres a participar das eleições no Líbano. Ela foi oficialmente anunciada como vencedora após as eleições que ocorreram no domingo, 6 de maio de 2018. Em 8 de agosto de 2020, ela renunciou junto com outros membros de seu partido e convocou um novo governo após as explosões de Beirute em 2020.